# Chippewa Lake
Pour les articles homonymes, voir Chippewa.
Lake Chippewa est une ville américaine du comté de Medina, dans l'État de l'Ohio. 
Au recensement de 2000, la population s'élevait à 823 personnes.
Selon le Bureau du recensement des États-Unis, la ville a une superficie de 0,7 km2.